# Laureano González
Laureano González (18 de octubre de 1948, Llanes, España) es un exdirigente deportivo y profesor hispano-venezolano.

## Biografía
Nacido en el municipio de Llanes, España, González emigró con uno de sus tíos a Venezuela, específicamente a Ciudad Guayana.
Fue presidente de la Asociación de fútbol del estado Bolívar por dos períodos entre 1979-1981 y 1981-1983. Igualmente estuvo implicado en el ente que dio a la creación del equipo Mineros de Guayana, por lo que estuvo en la primera junta directiva del club.
González no solo fue dirigente deportivo, sino que también tuvo un paso por la política venezolana. Su llegada a Ciudad Guayana se da como parte del grupo Vanguardia Comunista, una de las alas del Partido Comunista de Venezuela (PCV). Con el tiempo pasó a unirse al Movimiento al Socialismo (MAS), con quien estuvo entre 1970 y 1980.
Tiempo después lanzó su candidatura a presidente de la Federación Venezolana de Fútbol, no obstante su plancha fue impugnada. Rafael Esquivel, quien había sido electo en 1987 lo intengró a su equipo, por lo que González desempeñó cargos menores en el seno de la federación, hasta que en 2015 y tras el FIFA Gate, asumiría la presidencia de la federación un año después.
En 2018 fue electo primer vicepresidente de Conmebol, y en 2021 fue propuesto como miembro vitalicio del consejo de la Conmebol.
En 2022 FIFA inhabilitó a González para ejercer cualquier clase de actividad relacionada con el fútbol durante cinco años, tras declararlo culpable de mala gestión de los fondos de la FVF y de la FIFA, incluso mediante un sistema de facturación ficticio, mientras se desempeñó como miembro de la junta de regularización de la FVF.